# Ou de pasqua (virtual)

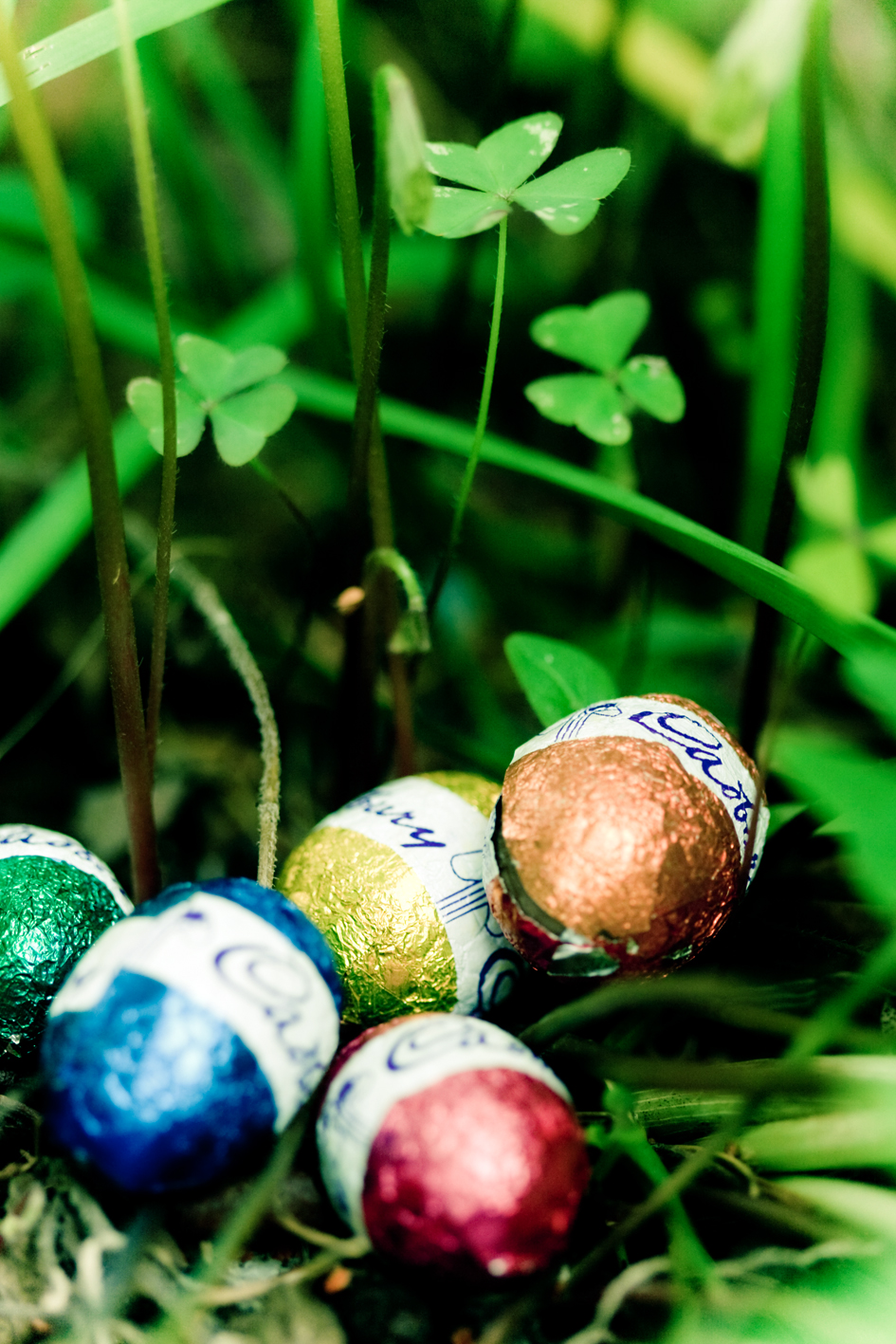
Ou de Pasqua decorat, origen del nom.

Un ou de pasqua virtual és un missatge ocult, o una capacitat amagada, contingut en un objecte, com una pel·lícula, un disc compacte, DVD, programa informàtic, o videojoc. El videojoc d'Atari: Adventure de 1978, contenia el primer ou de pasqua virtual que es coneix, introduït pel programador Warren Robinett (el seu propi nom).
Entre els programadors, sembla haver-hi una motivació a deixar una marca personal, gairebé un toc artístic sobre un producte intel·lectual, el qual és per naturalesa estàndard i funcional. Però el motiu de Warren Robinett sembla haver estat el d'obtenir reconeixement pel seu treball, perquè en aquells temps no se'ls donava crèdit, als programadors de videojocs. És una acció anàloga a la de Diego Rivera en incloure's en els seus murals, o a la d'Alfred Hitchcock col·locant-se com extra en les seves pròpies pel·lícules.

## Ous de pasqua en ordinadors
En en els ordinadors, els ous de pasqua són missatges, gràfics, efectes de so, o canvis inusuals en el comportament dels programes, que es produïxen després d'introduir certs comandos no documentats, clics amb el ratolí, o combinacions de tecles. Es va utilitzar inicialment el terme ou de pasqua per a descriure als missatges ocults en el codi objecte d'un programa per diversió, i que només podien trobar aquells que desencadellaven o navegaven pel codi.

### Exemples
- A l'actualització del videojoc Quake 3 (v.1.32), en el joc en línia es poden triar personatges que són representacions dels que van treballar en el videojoc, com per exemple John Carmack.

- En la pantalla final del videojoc Quake 2, es pot accedir a un passadís secret que porta a diverses cambres. En una d'elles es pot veure imatges dels que van treballar en el videojoc i clicant-hi, cada imatge produeix un efecte diferent (escupen membres, donen voltes…).

## Ous de pasqua en discos compactes o DVD
Alguns discos compactes tenen continguts ocults que poden considerar-se ous de pasqua. Exemples en són les pistes ocultes en un disc musical. Un altre són els tràilers, documentals o escenes esborrades d'una pel·lícula, continguts en un DVD, a què pot accedir-se manipulant els menús interactius.